# Singapore Airlines

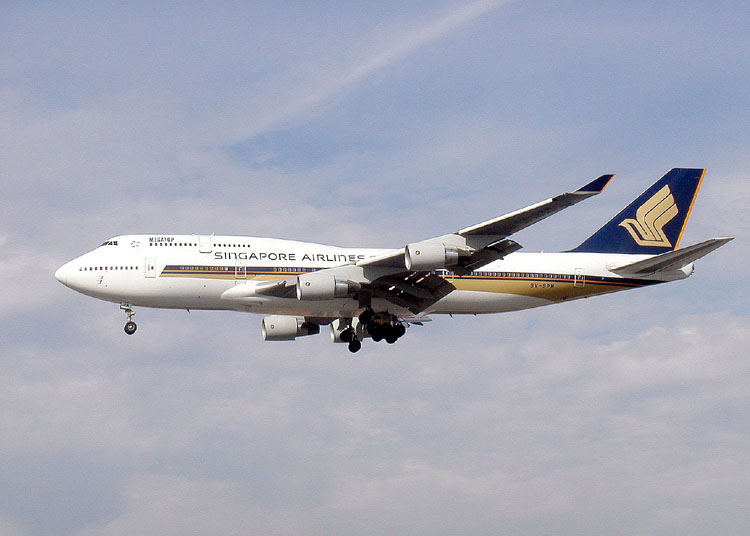
Singapore Airlines Boeing 747-412

Singapore Airlines Limited (Abreviere: SIA; Malay: Syarikat Penerbangan Singapura, Tamil: சிங்கப்பூர் ஏர்லைன்ஸ், Chineză: 新加坡航空公司; pinyin: Xīnjīapō Hángkōng Gōngsī; abreviat 新航) SGX: S55 este linia aeriană națională a Singapore. Nod principal la Aeroportul Internațional Changi.